# Édouard Empain
Édouard Louis Joseph Empain (Beloeil, 20 de septiembre de 1852-Woluwe-Saint-Pierre, 22 de julio de 1929), más conocido como Barón Édouard Empain, fue un ingeniero, industrial, empresario y banquero belga-valón. Es célebre por haber fundado el Banco Industrial de Bélgica y el Grupo Empain, que gestionó y dirigió grandes proyectos energéticos y ferroviarios en tres continentes, como también, siendo un gran aficionado a la egiptología, por sus proyectos en Egipto, incluyendo la construcción del Palais Hindou en la Avenue des Palais en Heliopolis.
Tuvo un papel importante en la producción armamentística de su país durante la Primera Guerra Mundial, habiendo ocupado el mando logístico con el rango de Mayor General. Desde entonces fue conocido popularmente como General Barón Edouard Empain.
A partir de Édouard Empain, la dinastía (barones Empain) es una de las más mediáticas de Bélgica, Francia y Egipto. El Grupo Empain es considerado en Bélgica todo un ejemplo de excelencia de la industria belga global.

## Biografía
Édouard Empain nació en Beloeil, en una Valonia ya muy industrializada y parte del recién establecido estado belga. Su padre, François Julien Empain, era profesor de instituto. Ya de joven empezó a trabajar con su hermano y otros familiares, dirigiendo negocios y amasando una gran fortuna.
Empain empezó su carrera en 1878 como delineante técnico en la principal empresa metalúrgica del país, la Société métallurgique, y sucesivamente se vio implicado en la construcción de ferrocarriles, que estaba en su apogeo en esa región. Habiendo percatado en que la infraestructura ferroviaria en zonas rurales era poca e inadecuada, lanzó una empresa que se dedicaba a darle solución. Tras un gran éxito en la industria ferroviaria de Bélgica, sobre todo con la línea Lieja-Jemeppe, centró su atención en Francia, donde sus empresas fueron encargadas con el desarrollo de varias líneas de ferrocarril, incluyendo las del Metro de París.
Tantas empresas y operaciones requerían de muchos recursos, y Empain notó que dependía cada vez más de los bancos para sus planes industriales. Con este motivo fundó en 1881 su propio banco, el Banco Empain, que luego pasaría a denominarse Banque Industrielle Belge (Banco Industrial Belga). Durante la década de 1890 el grupo empresarial Empain se expandió significativamente, proyectando y construyendo líneas de tranvía eléctrico por toda Europa, Rusia, el Congo Belga y el Cairo (Egipto). Celoso de su independencia energética, como lo había sido de su independencia financiera una década antes, lanza en estos años varias empresas eléctricas que abastecerían de electricidad a gran parte de sus proyectos. La más famosa entre ellas era la Société parisienne pour l'industrie électrique, que llegaría a ser una de las eléctricas principales de Francia y sus colonias.

### Egipto
Tras su muerte en Woluwe, Bélgica, Empain fue enterrado en Egipto, en la basílica de Nuestra Señora de Heliopolis (Basilique Notre-Dame d'Héliopolis).

### Rangos, títulos y condecoraciones
En 1907 Empain recibió del rey Leopoldo II el título de barón (oficialmente, Baron Empain), creado para él por formar parte esencial en la industrialización y desarrollo infraestructural de Bélgica. El título es hereditario por primogenitura agnática, es decir que se hereda solo por los descendientes varones de la familia. Actualmente es el bisnieto de Édouard Empain quien sostiene el título (IV barón Empain).
Durante la Primera Guerra Mundial Empain dirigió la producción armamentística tanto del ejército belga como de Francia en París y Le Havre, alcanzando el rango de Mayor General. Fue llamado al servicio desde Egipto, y acudió a pesar de las múltiples lesiones y dolores de los que padecía. Popularmente, el rango de general acompaña muchas veces su nombre junto al título de barón.
Édouard Empain fue además condecorado con honores de varias órdenes militares y civiles europeas, incluyendo el Aide-de-camp de Su Majestad El Rey (título honorario concedido por el rey de Bélgica), la Cruz de Guerra belga (Croix de guerre), Gran Oficial de la Orden de Leopoldo, Gran Cordón de la Orden del Nilo (Reino de Egipto), Gran Cruz de la Orden de Isabel la Católica (Reino de España), Compañero de la Orden del Baño (Reino Unido) y Comandante de la Legión de Honor (Francia).